# Paradrillia consimilis
Paradrillia consimilis é uma espécie de gastrópode do gênero Paradrillia, pertencente a família Horaiclavidae.